# فرودگاه آنتوان دوسنت اگزوپری
فرودگاه آنتوان دوسنت اگزوپری (به انگلیسی: Antoine de Saint Exupéry Airport) یک فرودگاه همگانی با کد یاتا OES است که یک باند فرود آسفالت دارد و طول باند آن ۱۸۰۰ متر است. این فرودگاه در کشور آرژانتین قرار دارد و در ارتفاع ۲۶ متری از سطح دریا واقع شده‌است.